# On the Radio
«On the Radio» (с англ. — «По радио») — песня американской певицы Донны Саммер. Она была написана самой певицей совместно с музыкальным продюсером Джорджо Мородером для фильма «Лисы». Первоначально песня была опубликована на первом сборнике лучших хитов Донны Саммер On the Radio: Greatest Hits Volumes I & II, песня также была выпущена как сингл, став десятым топ-10-хитом Саммер в Соединённых Штатах.

## Чарты

### Еженедельные чарты
| Чарт (1979—1980)                      | Высшая позиция |
| ------------------------------------- | -------------- |
| Австралия (Kent Music Report)         | 36             |
| Бельгия/Фландрия (Ultratop 50)        | 25             |
| Великобритания (OCC UK Singles)       | 32             |
| Германия (GfK)                        | 34             |
| Ирландия (IRMA)                       | 18             |
| Испания (Los 40 Principales)          | 9              |
| Канада (RPM Adult Contemporary)       | 1              |
| Канада (RPM Top Singles)              | 2              |
| Нидерланды (Dutch Top 40)             | 20             |
| Нидерланды (Single Top 100)           | 27             |
| Новая Зеландия (Recorded Music NZ)    | 32             |
| Норвегия (VG-lista)                   | 6              |
| США (Billboard Adult Contemporary)    | 26             |
| США (Billboard Dance Club Songs)      | 8              |
| США (Billboard Hot 100)               | 5              |
| США (Billboard Hot R&B/Hip-Hop Songs) | 9              |
| США (Cash Box Top 100)                | 7              |
| Чарт (2012)                           | Высшая позиция |
| Франция (SNEP)                        | 97             |

### Годовые чарты
| Чарт (1980)                         | Позиция |
| ----------------------------------- | ------- |
| Австралия (Kent Music Report)       | 180     |
| Канада (RPM Top Singles)            | 23      |
| США (Billboard Top Popular Singles) | 52      |
| США (Cash Box Top 100)              | 46      |

## Сертификации и продажи
| Регион | Сертификация | Продажи  |
| --- | ------------ | -------- |
| США (RIAA) | Золотой      | 500 000^ |
| * Данные о продажах приведены только на основе сертификации. ^ Данные о тиражах приведены только на основе сертификации. |              |          |

## Кавер-версии
- В 1983 году певица Эммилу Харрис записала балладную версию песни, которая вошла в альбом White Shoes.
- Песня была перепета американской певицей Селеной.
- В 1999 году шведский певец Боссон включил кавер-версию в свой альбом The Right Time.
- В 2001 году актриса Мартина Маккатчен выпустила собственную версию песни, которая смогла достигнуть 7-й позиции в британском чарте UK Singles Chart.
- В 2010 году американская рок-группа Hypnogaja выпустила акустическую версию песни, за которую была удостоена премии Hollywood Music in Media Award.
- В 2010 году Дженнифер Лопес записала кавер-версию песни для своего альбома Love?, однако песня не вошла в окончательный трек-лист альбома.[25] Лопес уже ранее «исполнила» песню для байопика «Селена», где она сыграла певицу Селену, которая исполняла кавер-версию песни.